# Cénotaphe de Charles Lefebvre-Desnouettes
Le cénotaphe de Charles Lefebvre-Desnouettes, surnommé localement le pain de sucre, est un cénotaphe situé dans la commune française de Sainte-Adresse dans la Seine-Maritime, en Normandie.

## Historique
Ce cénotaphe est érigé par Stéphanie Rollier, veuve du général Charles Lefebvre-Desnouettes, à la suite de la mort de ce dernier dans un naufrage le 22 avril 1822.
Le cénotaphe à usage d'amer en totalité, avec le sol de la parcelle sur laquelle il est situé, tel que teinté sur le plan annexé à l'arrêté sont inscrits au titre des monuments historiques par arrêté du 23 août 2016.